# Nerw błędny

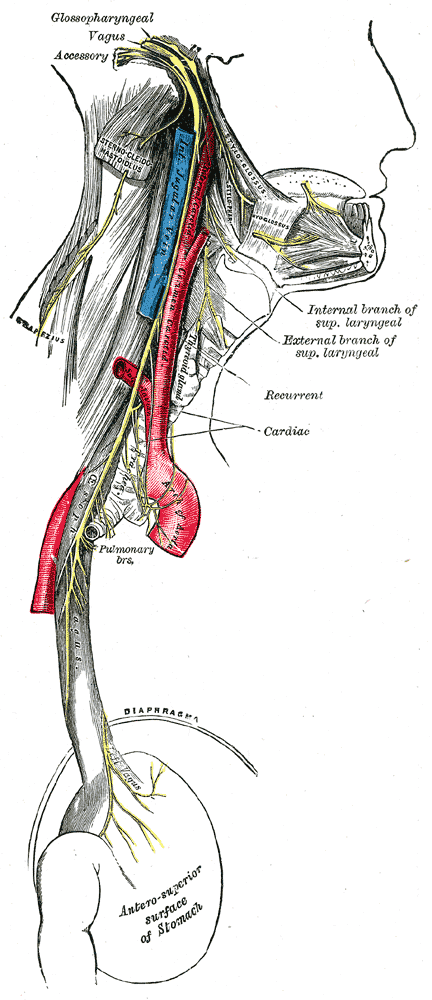
Przebieg nerwu błędnego

Nerw błędny, nerw X (łac. nervus vagus) – w anatomii człowieka nerw będący najdłuższym z nerwów czaszkowych. Jest nerwem mieszanym, prowadzi włókna czuciowe, ruchowe i przywspółczulne. Należy do autonomicznego układu nerwowego (AUN) o charakterze przywspółczulnym (parasympatycznym), podobnie jak okoruchowy, twarzowy i językowo-gardłowy.

## Zwoje i jądra
- Zwoje i jądra czuciowe – zwój górny nerwu błędnego (łac. ganglion superius nervi vagi) położony w odcinku bocznym otworu żyły szyjnej; zwój dolny nerwu błędnego (łac. ganglion inferius nervi vagi) położony poniżej, przed wyrostkami poprzecznymi kręgów C1 i C2. Włókna dośrodkowe z tych jąder wchodzą przez bruzdę boczno-tylną do rdzenia przedłużonego, dochodzą pasmem samotnym do jądra pasma samotnego, a także do jego górnego przedłużenia – jądra pasma rdzeniowego nerwu trójdzielnego (łac. nucleus tractus spinalis nervi trigemini).
- Jądro ruchowe – jądro dwuznaczne, położone do tyłu od oliwki; włókna ruchowe wychodzą z rdzenia przedłużonego przez bruzdę boczno-tylną.
- Jądro przywspółczulne – jądro grzbietowe nerwu błędnego (łac. nucleus dorsalis nervi vagi); włókna parasympatyczne wychodzą z rdzenia przedłużonego wraz z jądrami ruchowymi przez bruzdę boczno-tylną.

## Obszar unerwienia
Nerw błędny zaopatruje:
- ruchowo
  - mięśnie podniebienia
  - mięśnie gardła
  - wszystkie mięśnie krtani
- czuciowo
  - oponę twardą tylnego dołu czaszki (opony mózgowo-rdzeniowe)
  - tylny odcinek zewnętrznej powierzchni błony bębenkowej
  - skórę ściany tylnej i dolnej przewodu słuchowego zewnętrznego
  - przylegającą część małżowiny usznej
  - krtań,
- parasympatycznie – wszystkie narządy klatki piersiowej (tchawica, oskrzela, opłucna, splot aortalny, przełyk, serce, osierdzie) i jamy brzusznej (żołądek oraz za pośrednictwem splotu trzewnego: trzustka, śledziona, wątroba, jelito cienkie, początkowy odcinek jelita grubego, nerki i nadnercza)

## Przebieg
Wyróżnia się cztery części (odcinki) nerwu błędnego: głowową, szyjną, piersiową i brzuszną.
Nerw błędny odchodzi od rdzenia przedłużonego za pośrednictwem kilku korzonków. Opuszcza czaszkę przez tylną, czyli boczną część otworu szyjnego w czaszce. W obrębie tego otworu część czuciowa nerwu tworzy niewielki zwój górny, a po wyjściu z otworu drugi, większy zwój dolny.
Po wyjściu z otworu żyły szyjnej nerw błędny biegnie pomiędzy tętnicą szyjną wspólną, a żyłą szyjną wewnętrzną we wspólnej pochewce powięziowej tworząc powrózek naczyniowo-nerwowy szyi. Z szyi przechodzi do śródpiersia górnego (warstwa nerwowa), a następnie tylnego, przy czym nerw błędny lewy krzyżuje się od przodu z łukiem aorty, przebiegając między tętnicą szyjną wspólną lewą i tętnicą podobojczykową lewą; prawy – przechodzi między tętnicą podobojczykową prawą i żyłą podobojczykową prawą. Dalej biegną za korzeniem płuca, po czym dochodzą do przełyku (nerw błędny lewy po stronie przedniej, prawy – tylnej; ma to związek ze skręceniem się trzewi w okresie życia płodowego), gdzie tworzą splot przełykowy, którego część przednia utworzona jest głównie z gałązek nerwu lewego, a część tylna, zwykle większa, z gałązek nerwu prawego. Nerwy błędne tworzą dwa pnie. Prawy pień błędny znajduje się na tylnej części przełyku, natomiast lewy na przedniej. Po przejściu do jamy brzusznej pnie błędne rozgałęziają się w ścianie żołądka, oddając gałęzie żołądkowe przednie i tylne (łac. rami gastrici anteriores et posteriores).

## Gałęzie
W części głowowej:
- gałąź oponowa (łac. ramus meningeus)
- gałąź uszna (łac. ramus auricularis)

W części szyjnej:
- gałęzie gardłowe (łac. rami pharyngei)
- nerw krtaniowy górny
- gałęzie sercowe szyjne górne (łac. rami cardiaci cervicales superiores s. rami cardiaci superiores)
- nerw krtaniowy wsteczny przechodzący w nerw krtaniowy dolny

W części piersiowej:
- gałęzie sercowe piersiowe (łac. rami cardiaci thoracici) (współtworzą splot sercowy)
- gałęzie tchawicze dolne (łac. rami tracheales inferiores)
- gałęzie oskrzelowe przednie i tylne (łac. rami bronchiales anteriores et posteriores) (współtworzą splot płucny przedni i tylny
- gałęzie przełykowe (łac. rami esophageales s. oesophageales) (tworzą splot przełykowy)
- gałęzie śródpiersiowe (łac. rami mediastinales) (współtworzą splot aortowy piersiowy, unerwiają opłucną śródpiersiową)
- gałęzie osierdziowe (łac. rami pericardiaci)

W części brzusznej tworzą się pnie błędne (łac. trunci vagales).